# Kila Ka'aihue
Micah Kila Ka'aihue (né le 29 mars 1984 à Kailua, Hawaï, États-Unis) est un joueur de premier but ayant évolué dans les Ligues majeures de baseball avec les Royals de Kansas City et les Athletics d'Oakland entre 2008 et 2012.

## Carrière
Après des études secondaires à la Iolani High School d'Honolulu (Hawaï), Kila Ka'aihue suit des études supérieures à l'Université du Nebraska–Lincoln où il évolue avec les Cornhuskers du Nebraska.

### Royals de Kansas City
Il est sélectionné le 4 juin 2002 par les Royals de Kansas City.
Après cinq saisons en ligues mineures, Kila fait ses débuts en Ligue majeure le 4 septembre 2008. Il prend part à douze matchs à l'occasion de la fin de la saison 2008 des Royals.
Il est reversé en Triple-A chez les Omaha Royals en 2009 avant de faire son retour au plus haut niveau en 2010. Il frappe 8 circuits et compte 25 points produits en 52 matchs pour Kansas City en 2010.
En 2011, il éprouve des difficultés en offensive et sa moyenne au bâton passe sous la ligne de Mendoza pour atteindre ,195 après 23 parties jouées. Il est alors cédé aux mineures à Omaha et remplacé à Kansas City par le jeune Eric Hosmer, une recrue prometteuse. Le 27 septembre, à quelques heures de la fin de la saison 2011 et sans avoir été rappelé d'Omaha depuis son renvoi aux mineures, il est échangé aux Athletics d'Oakland en retour du lanceur droitier des ligues mineures Ethan Hollingsworth.

## Statistiques
| Saison | Équipe      | G  | AB  | R  | H  | 2B | 3B | HR | RBI | SB | BA    |
| ------ | ----------- | -- | --- | -- | -- | -- | -- | -- | --- | -- | ----- |
| 2008   | Kansas City | 12 | 21  | 4  | 6  | 0  | 0  | 1  | 1   | 0  | 0,286 |
| 2010   | Kansas City | 52 | 180 | 22 | 39 | 6  | 1  | 8  | 25  | 0  | 0,217 |
| Totaux | Totaux      | 64 | 201 | 26 | 45 | 6  | 1  | 9  | 26  | 0  | 0,224 |

Note: J = Matches joués; AB = Passages au bâton; R = Points; H = Coups sûrs; 2B = Doubles; 
3B = Triples; HR = Coup de circuit; RBI = Points produits; SB = buts volés; BA = Moyenne au bâton 